# S.C.A.R. Autostrada
La S.C.A.R. Autostrada, o SCAR Autostrada, è stata un'azienda italiana di preparazione ed elaborazione automobilistica, una scuderia, un costruttore e una commissionaria (poi concessionaria) ufficiale Alfa Romeo, attiva dal 1964 al 1985 a Firenze.
Il suo logo era costituito dalle lettere (in carattere tipografico romano maiuscolo): S, C, A ed R divise da punti, nonché dalla parola "Autostrada", in identico carattere.

## Il contesto
Dopo il Campionato mondiale di Formula 1 1951, ed il ritiro dell'Alfa Romeo dalle competizioni, molte officine private continuarono a preparare, per l'intero decennio a seguire - ed in modo artigianale - le automobili del marchio, per piloti privati.
Per cercare di sfruttare la visibilità dei successi conseguiti da tali vetture, in Alfa Romeo si agì - fin dall'inizio degli anni sessanta - su due diversi fronti. Il contesto era quello dell'uscita di nuovi modelli della casa di Arese, più sportivi ed adatti alle modifiche, contestualmente all'impegno di altre case automobilistiche in tal senso. Era necessario, stante l'opposizione della direzione aziendale ad una partecipazione diretta nel settore della preparazione e costruzione di motori, meccaniche, nonché nell'iscrizione ai vari campionati, trovare però un sistema per sponsorizzare indirettamente tali attività.
La soluzione fu quindi duplice. Da una parte, alcuni ex tecnici Alfa Romeo, gli ingegneri Carlo Chiti e Lodovico Chizzola, avrebbero creato una struttura autonoma, che sarebbe divenuta l'Autodelta, già nei primissimi anni sessanta.
D'altra parte, il reparto esperienze dell'Alfa decise di affidare la preparazione dei propri veicoli ad aziende esterne, come la Zagato e la Abarth; oltre a queste, per le esigenze dei piloti privati - e successivamente anche per i campionati monomarca - vennero scelte le grosse commissionarie del marchio, spesso già coinvolte nell'elaborazione professionale dei mezzi, direttamente o in connessione con Autodelta. Nell'area fiorentina, questo compito fu svolto essenzialmente da due strutture: l'Autovama e la S.C.A.R. Autostrada.

## Storia

### Gli inizi e gli anni sessanta
All'atto della fondazione, nel 1964, da parte di due imprenditori fiorentini, aveva stabilito la propria sede in una struttura preesistente, con ingressi in via Veracini ed in via Ponte alle Mosse. Dai primi anni settanta, la società si spostò in una struttura nuova, con spazi espositivi rialzati, oltre a una zona seminterrata adeguata alla riparazione ed alla costruzione, preparazione, ed elaborazione di motori, meccaniche e autovetture; il tutto, in via di Novoli n. 22/28. La denominazione dell'azienda era il risultato della congiunzione fra l'acronimo SCAR (Squadra Corse Alfa Romeo) ed il nome autostrada, a causa dalla vicinanza della sede con l'allora uscita dell'Autostrada del Sole di Firenze Nord.
La particolarità della SCAR fu quella di operare nella preparazione su diversi fronti. Alcune auto venivano infatti fornite direttamente - o per il tramite di Autodelta - da Alfa Romeo per la preparazione e l'assegnazione a piloti seguiti dalla stessa Alfa - come sarà per il caso di Nanni Galli ed altri - altre erano invece acquistate direttamente da SCAR e preparate - a diversi livelli - per far correre propri piloti o su specifiche di privati.
Il livello di preparazione differiva in base alla destinazione dei mezzi: si andava dalle semplici preparazioni, fino alla costruzione di parti di meccaniche e motore completamente nuove, innestate su quelle di fabbrica, passando per diverse modalità di elaborazione.
Le preparazioni, poi, erano pensate per la partecipazione a diversi settori agonistici: se negli anni sessanta le vetture SCAR partecipavano a coppe locali ed a tappe del campionato italiano turismo, nel decennio successivo l'attività si sarebbe espansa ai trofei monomarca, passando per i rally. Ecco come si trova il marchio del preparatore in diverse competizioni.
Nei propri inizi, la SCAR forniva ai piloti privati solo le auto elaborate, senza ulteriore assistenza; anche se progettava poi, su vetture acquistate e tenute dalla stessa concessionaria, ulteriori modifiche, inviando alcuni dipendenti a gareggiare. È quest'ultimo il caso - ad esempio - della partecipazione al Trofeo "Jolly Hotel" del 1964, dove viene data la possibilità - al pilota Romano Martini ("Shangri-la") - di guidare un`Alfa Romeo Giulia TZ1 - in coppia, perché ne scriva sulla stampa, con il giornalista fiorentino Saverio Ciattini.
Quando nel 1965 una GTA 1600 viene assegnata, su richiesta dell'Alfa, a Nanni Galli per correre, la SCAR non è però ancora in grado di fornire un'assistenza strutturata a bordo pista sia ai propri piloti che ai privati; nel 1967 saranno già due le vetture SCAR a gareggiare in una stessa competizione; accade durante la Coppa Gallenga (Vallelunga): si trattava delle GTA targate FI373737 (telaio AR613051, condotta da Carlo Benelli) e FI310788 (telaio AR613013), condotta da Spartaco Dini.

### Gli anni settanta
A cavallo fra il decennio precedente e gli anni settanta, la SCAR compì il definitivo salto di qualità che l'avrebbe trasformata - oltre che nell'azienda in grado di costruire parti di motore e meccanica, preparare vetture che già era - anche in una scuderia capace di seguire i piloti; direttamente per Alfa Romeo ed Autodelta o su richiesta di clienti privati, anche in ambito internazionale. Nel 1968 una GTA 1300 Corsa veniva messa in strada dalla SCAR per Angelo Chiapparini, ed identica vettura, numerata 204, avrebbe corso l'anno successivo il Circuito Stradale del Mugello. Sempre al Circuito Stradale del Mugello del 20 luglio 1969, SCAR schierava due Tipo 33 Stradale (33/2) - fornite tramite Autodelta. La prima, guidata da Nanni Galli/ Ignazio Giunti, avrebbe preso parte alla gara con il numero 82. La seconda, numerata 84, era guidata da Spartaco Dini/"Nicor".
Con le T33/2 partecipò nella categoria sport prototipi gruppo 6 alla 1000km di Monza del 25 aprile del 1970; l'esemplare, guidato da Spartaco Dini / Guido Nicolai "Nicor", numerato 48, dovette ritirarsi al 58º giro per la rottura del motore.
Rilevante anche l'Alfa Romeo 1300 Giulia GTA Junior con cui la SCAR affrontò anche le prime competizioni internazionali: guidata da Carlo Truci corse il Gran Prix di Brno il 24 maggio del 1970 nel Gruppo 2.
Gli anni settanta costituirono un crescendo continuo di qualità e numeri per l'azienda; nel 1976, grazie ad una sponsorizzazione della Titanus Film, per la stagione sportiva la Scar raggiunse il picco del proprio impegno sportivo diretto: vennero infatti schierate vetture per la velocità, i rallyes, ed i monomarca. In relazione al primo settore, è un'Alfetta GT 2000 gruppo due - omologata sulla base della Alfetta GT America per rispettare le nuove regola del Gruppo 2 - ad essere schierata per il Campionato europeo turismo (ETCC); auto che verrà pilotata da Spartaco Dini, Arturo Merzario, Jean-Claude Andruet, Amerigo Bigliazzi, Teodoro Zeccoli, Claude Crespin, Claude Ballot-Léna, Guy Fréquelin, Vittorio Ciardi e Carlo Belli. Se il budget non permetterà la partecipazione a tutte le gare dell'ETCC, la vettura correrà comunque il campionato italiano turismo.
Il 1976 vede anche la partecipazione di SCAR-Titanus ai rallyes. Viene preparata - su delega dell'Autodelta, che ne aveva modificata una l'anno precedente - un'Alfetta berlina, con motore modificato e portato a 2000 cm³, attraverso la costruzione di una testata a 16V, per Cirielli-Nozzoli; contestualmente, l'elaborazione include anche un'Alfasud TI rally. Infine, due Alfasud TI 1300 sono assemblate per il neonato Trofeo monomarca Alfa Romeo Alfasud, profondamente modificate nella meccanica e portate da SCAR ai livelli massimi raggiunti dalle elaborazioni dell'epoca per tali motori: 120 CV a 6500 giri dai 79 CV di serie. Sarà una di queste Alfasud, pilotata da Filippo Niccolini, a vincere il trofeo.
Per tutti gli anni settanta, la SCAR preparò in generale molte vetture private stradali a diversi livelli; modifiche venivano effettuate anche su comuni vetture di serie. Oltre alle coupé, anche normali berline, quali l'Alfetta prima serie (che aveva peraltro ottenuto l`omologazione per il gruppo 2 dal 1º gennaio 1973) erano modificate, su richiesta degli acquirenti, per migliorarne le prestazioni.
Con il volgere al termine del decennio, però, a causa della mancanza di sponsor, di supporto da parte di Alfa Romeo (che decide di abbandonare nuovamente il mondo delle competizioni), dei costi sempre maggiori per la partecipazioni, e delle conseguenti minori richieste anche da parte dei piloti privati, le partecipazioni dirette divennero proibitive per la SCAR, e le elaborazioni conto terze andarono scemando. Una delle ultime auto competitive in pista, preparate per privati, fu l'Alfetta GTV portata al Rally città di Firenze (Tele Libera Firenze) del 1982 da Delli Guanti.
Nonostante ciò, se all'inizio degli anni ottanta la SCAR aveva praticamente cessato l'attività preparatoria e di costruttore, in linea con la dismissione in atto anche in Alfa Romeo, limitandosi ad intervenire su qualche auto privata, le vetture SCAR hanno poi continuato e continuano ad essere utilizzate in trofei di natura storica.

### Gli anni ottanta: il declino
Dopo aver investito gran parte del proprio capitale nella preparazione di veicoli, costruzione di meccaniche, e sponsorizzazione degli stessi, al venire meno di tale realtà Scar dovette riorganizzarsi, riducendo la propria area commerciale all`attività di vendita ed assistenza di veicoli stradali. Se Autovama aveva saputo strutturarsi, nel tempo, in modalità più efficienti, e fu capace di affrontare e superare - per molto tempo - tale cambiamento di rotta, la Scar ebbe diverso destino. Nonostante una politica di marketing di buon livello (fu fra le prime ad aprire anche la domenica con prove su strada, e ad offrire una vera e propria garanzia al consumatore anche sui veicoli usati, organizzando anche eventi di modellismo all'interno dei propri locali), complici anche le generali contrazioni delle vendite di automobili italiane nel panorama nazionale e la concorrenza di marchi stranieri, l'azienda si avviò verso un rapido declino, chiudendo pochi anni dopo, quasi contemporaneamente al passaggio della Casa di Arese al gruppo FIAT.
Dismesse apparecchiature e mezzi, i propri beni immobiliari (le strutture di via di Novoli) sono stati ceduti ad un'attività in franchising di vendita al dettaglio di materiale elettronico.